# Етсастеська сільська рада
Е́тсастеська сільська рада (ест. Etsaste külanõukogu, рос. Этсастеский сельский совет) — сільська рада в Естонській РСР, адміністративно-територіальна одиниця в складі повіту Тартумаа (1945—1950) та Елваського району (1950—1954).

## Історія
13 вересня 1945 року на території волості Елва в Тартуському повіті утворена Етсастеська сільська рада з центром у селі Енно. Головою сільської ради обраний Едуард Пігу (Eduard Pihu), секретарем — Камілла Раамат (Kamilla Raamat).
26 вересня 1950 року, після скасування в Естонській РСР повітового та волосного поділу, сільська рада ввійшла до складу новоутвореного Елваського сільського району. Адміністративний центр розташовувався в селі Етсасте.
17 червня 1954 року в процесі укрупнення сільських рад Естонської РСР Етсастеська сільська рада ліквідована. Її територія склала східну частину Елваської сільської ради.